# Richard Bohringer

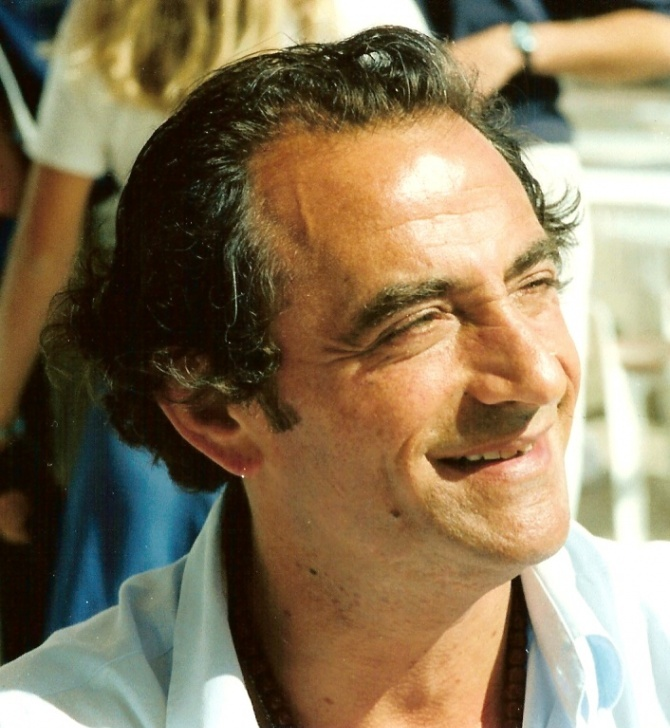
Bohringer bei den 47. Filmfestspielen von Cannes (1994)

Richard Bohringer (* 16. Januar 1942 in Moulins, Département Allier, Frankreich) ist ein französischer Schauspieler.

## Leben
Der Sohn des gleichnamigen deutschen Offiziers und einer Französin wuchs bei der Großmutter auf.
Nach kleinen Auftritten in Gérard Brachs Das Haus (1970) und Claude Zidis Ein irrer Typ (1977) wurde er 1980 durch die Rolle des Gestapo-Mannes in der Kirche in François Truffauts Film Die letzte Metro international bekannt. Seine erste Hauptrolle erhielt er 1981 als Gorodish im Kultfilm Diva, es folgten Subway, Am großen Weg, Catherine Deneuves Gegenspieler in Jean-Pierre Mockys Agent Trouble – Mord aus Versehen, Jacques Richards Hundert Francs für die Liebe und der Koch in Peter Greenaways Der Koch, der Dieb, seine Frau und ihr Liebhaber.
Er ist Vater von einem Sohn (Richard) sowie zwei Töchtern, Romane Bohringer und Lou Bohringer, die beide Schauspielerinnen sind.

## Filmografie (Auswahl)
- 1970: Das Haus (La maison)
- 1977: Ein irrer Typ (L’animal)

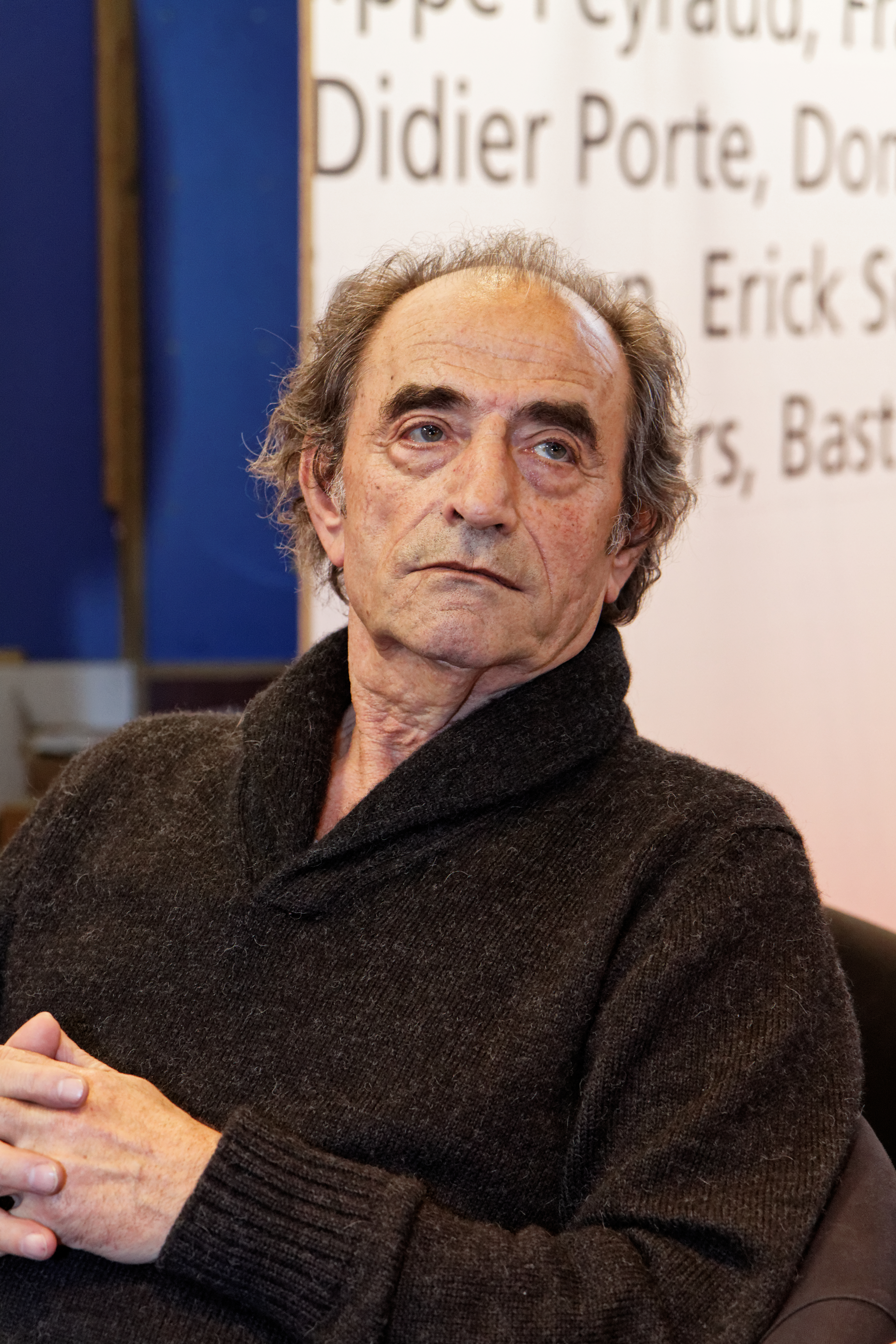
Richard Bohringer (2012)

- 1979: Martin und Lea (Martin et Lea)
- 1980: Glückwunsch … mal wieder sitzengeblieben (Les Sous-doués)
- 1980: Die letzte Metro (Le Dernier Métro)
- 1980: Der ungeratene Sohn (Un mauvais fils)
- 1980: Inspektor Loulou – Die Knallschote vom Dienst (Inspecteur la Bavure)
- 1980: La Boum – Die Fete (La Boum)
- 1981: Diva
- 1981: Ein jeglicher wird seinen Lohn empfangen… (Les uns et les autres)
- 1982: Der Superboß (Le Grand Pardon)
- 1983: Verheiratet mit einem Toten (J’ai épousé une ombre)
- 1983: Die verrückten Jahre des Twist (Les folles annees du twist)
- 1984: Die Abrechnung (L’Addition)
- 1984: Salz auf der Haut (Du sel sur la peau)
- 1984: Der Richter von Marseille (Le Juge)
- 1985: Subway
- 1985: Gefahr im Verzug (Péril en la demeure)
- 1986: Der Tölpel (Le paltoquet)
- 1986: Hundert Francs für die Liebe (Cent francs l’amour)
- 1987: Agent Trouble – Mord aus Versehen (Agent trouble)
- 1987: Am großen Weg (Le grand chemin)
- 1988: Ein turbulentes Wochenende (Les Saisons du plaisir)
- 1988: Der große Blonde auf Freiersfüßen (À gauche en sortant de l’ascenseur)
- 1989: Der Tod spielt mit (La Soule)
- 1989: Der Krieg ist aus (Après la guerre)
- 1989: Der Koch, der Dieb, seine Frau und ihr Liebhaber (The Cook, the Thief, His Wife & Her Lover)
- 1990: Der kleine Tod der feinen Damen (Dames galantes)
- 1991: Die schöne Lili (La reine blanche)
- 1991: Tolle Zeiten… (Une époque formidable...)
- 1994: Das Licht der erloschenen Sterne (La Lumière Des Étoiles Mortes)
- 1994: Das Lächeln (Le sourire)
- 1994: Das Parfum von Yvonne (Le parfum d’Yvonne)
- 1996: Launen eines Flusses (Les caprices d’un fleuve)
- 1996: Zwei Väter für ein Baby (Les 2 Papas et la Maman)
- 1997: Lügen haben kurze Röcke (La Vérité si je mens !)
- 1997: Der Mann im Lift (Combat de fauves)
- 1997: Wild Animals
- 1997–2005: Un homme en colère (Fernsehserie, 15 Folgen)
- 1998: Opernball (Fernsehfilm)
- 1999: Rembrandt
- 2003: Crime Spree – Ein gefährlicher Auftrag (Crime Spree)
- 2003: Virus im Paradies (Virus au paradis, Fernsehfilm)
- 2003: Die Vollchaoten (Les gaous)
- 2005: Söldner der Hölle (Le Capitaines des ténèbres, Fernsehfilm)
- 2006: Pom, das treue Fohlen (Pom, le poulain)
- 2008: Admiral (Адмиралъ)
- 2013: Streng (Une histoire d’amour)
- 2015: By the Sea
- 2018: Sunday’s Illness (La enfermedad del domingo)
- 2020: They Were Ten (Ils étaient dix, Miniserie, 2 Folgen)
- 2021: Les héroïques
- 2021: L’amour flou (Fernsehserie, 9 Folgen)

## Auszeichnungen
- 1985: Französischer Filmpreis César als Bester Nebendarsteller in Die Abrechnung (L’addition)
- 1988: Französischer Filmpreis César als Bester Hauptdarsteller in Am großen Weg (Le grand chemin)